# Проклятие (фильм, 2019)
«Проклятие» (англ. The Grudge) — фильм ужасов о сверхъестественном режиссёра Николаса Песке, события которого происходят до и во время событий одноимённого фильма 2004 года и двух его сиквелов. Фильм был выпущен компанией Sony Pictures Releasing в Индонезии 31 декабря 2019 года. Мировая премьера состоялась 1 января 2020 года.
Фильм получил отрицательные отзывы от критиков, которые назвали его «скучным» и «нестрашным». Также они раскритиковали сюжет и опору на скримеры. Похвалу получили актёрские работы Андреа Райзборо, Лин Шей и Джона Чо.

## Сюжет
Как и в оригинальных фильмах, события ленты показаны в фактическом порядке, однако они развиваются нелинейно с помощью нескольких сюжетных линий.

### Фиона Лэндерс
В 2004 году медсестра Фиона Лэндерс покидает дом в Токио, обеспокоенная тем, что там произошло. Фиона сообщает своей коллеге Йоко, что она возвращается в США, прежде чем встретиться с призраком Каяко Саэки. Фиона приезжает в свой дом в маленьком городке штата Пенсильвании, воссоединяясь со своим мужем Сэмом и дочерью Мелиндой. Проклятие Каяко вскоре овладевает Фионой, заставляя её расправиться с мужем и дочерью, а после и покончить жизнь самоубийством.
Детективы Гудман и Уилсон расследуют это убийство. Детектив Гудман не хочет заходить в дом, в отличие от своего напарника. На выходе из дома, Уилсон постепенно начинает терять рассудок и видит призрак Фионы возле машины Гудмана. Детектив Уилсон пытается застрелиться, но безуспешно. Он остаётся с изуродованным лицом, после чего его помещают в психиатрическую клинику. Детектив Гудман прекращает расследовать это дело.

### Спенсер
Агенты по недвижимости Питер и Нина Спенсер узнают о том, что у них родится ребёнок с редким генетическим заболеванием.
Питер идёт посмотреть, как продаётся дом № 44 на Рэйберн-драйв (тот самый дом, в котором погибла семья Лэндерс), и натыкается на призрак Мелинды, у которой обильно течёт кровь из носа. Зайдя в дом, Питер разговаривает по телефону с Ниной, и она говорит ему о том, что решила оставить ребёнка. Питер подвергается нападению призраков Фионы и Мелинды. Позже он приходит домой и убивает Нину и их нерождённого ребёнка, а затем топится в ванне.

### Мазерсон
В 2005 году пожилая пара Фэйт и Уильям Мазерсон переезжают в этот дом. Фэйт страдает слабоумием и видит призрак Мелинды. Обеспокоенный состоянием своей жены, Уильям звонит Лорне Муди, консультанту по эвтаназии.
Встревоженная происходящим в доме, Лорна предлагает Уильяму покинуть его; но мужчина отказывается, говоря о том, что призраки в этом доме дают им с женой надежду, что они после смерти будут здесь также, как и они. Позже на кухне Лорна видит, как Фейт отрезает себе пальцы, а рядом с ней лежит труп Уильяма. Шокированная, она уезжает из дома, но во время пути погибает в аварии, увидев перед этим призрак Сэма у себя в машине.

### Малдун
В 2006 году детектив-новобранец Малдун переезжает в город вместе со своим сыном Бёрком. Малдун переживает смерть мужа от рака. Она вместе со своим напарником Гудманом расследуют дело о смерти Лорны Муди, обнаружив её труп и машину в лесу. Детектив Гудман узнаёт о том, что она была как-то связана с домом 44 на Рэйберн-драйв. Ему становится не по себе и Малдун замечает это. Он высказывает подозрение, что этот дом проклят.
Малдун заходит в дом, где находит невменяемую Фэйт и труп Уильяма. Позже Фейт отвозят в больницу, где она, увидев призрак Мелинды, погибает, выбросившись с лестничной площадки. Детектив Малдун продолжает расследовать дело, параллельно её преследуют призраки Лэндерсов. Через некоторое время она встречается с детективом Уилсоном в психиатрической клинике. Он говорит о том, что люди, которые войдут в этот дом, станут жертвами проклятия, которое не отпустит их. Позже он выкалывает себе глаза, чтобы больше не видеть призраков.
Боясь того, что проклятие может причинить вред ей и её сыну, она вместе с Бёрком приезжает в дом и обливает его бензином. В процессе она наблюдает видения, как Фиона убивает мужа и дочь, а затем кончает жизнь самоубийством. В доме она обнаруживает Бёрка, но Малдун понимает, что это не её сын. Позже, она выходит из проклятого дома, который сгорает дотла, и обнимает своего настоящего сына.
Некоторое время спустя Малдун и Бёрк переезжают в новый дом. Малдун обнимает Бёрка, перед тем, как он уйдёт в школу. Но позади себя она слышит голос Бёрка, который прощается с ней. Малдун в ужасе видит перед собой Мелинду, которая нападает на неё. Титры показывают беззвучный кадр нового дома Малдун.

## В ролях
| Актёр               | Роль            |
| ------------------- | --------------- |
| Андреа Райсборо     | детектив Малдун |
| Демиан Бишир        | детектив Гудман |
| Джон Чо             | Питер Спенсер   |
| Бетти Гилпин        | Нина Спенсер    |
| Лин Шей             | Фэйт Мазерсон   |
| Джеки Уивер         | Лорна Муди      |
| Сэдлер, Уильям      | детектив Уилсон |
| Фрэнки Фэйсон       | Уильям Мазерсон |
| Джон Дж. Хансен     | Бёрк            |
| Тара Вествуд        | Фиона Ландэрс   |
| Дэвид Лоуренс Браун | Сэм Ландэрс     |
| Зои Фиш             | Мелинда Ландэрс |
| Джанко Бэйли        | Каяко Саэки     |
| Нэнси Сорел         | агент Коул      |
| Стефани Сай         | Амнио Нерс      |
| Джоэль Марш Гарлэнд | детектив Грекко |
| Робин Руэл          | доктор Фридман  |
| Брэдли Савацки      | офицер Майклс   |

## Производство

### Разработка
О четвертой части франшизы «Проклятие» было впервые сообщено в августе 2011 года; было также объявлено, что фильм будет разрабатываться компаниями Ghost House Pictures и Mandate Pictures. Также появились сообщения, что фильм послужит перезагрузкой, хотя и не было официально подтверждено, выйдет ли четвертая часть в кинотеатрах или будет выпущена непосредственно на видео, как «Проклятие 3». Позже в ноябре Рой Ли, который был исполнительным продюсером трех предыдущих фильмов, сообщил, что продюсеры все еще не определились с тем, что повлечет за собой четвертый фильм франшизы. По словам Ли, они все еще «слышали от сценаристов, что они могут принести на стол, что они думают о новой версии».
20 марта 2014 года было объявлено, что Джефф Бюлер был нанят для написания сценария и что фильм будет продюсироваться Ghost House Pictures и Good Universe. В апреле Бюлер подтвердил, что фильм не будет основан на фильме 2004 года или каком-либо из японских фильмов Ju-On. Вместо этого, по его словам, в фильме будут представлены новые призраки, персонажи и мифология. Бюлер также пояснил, что, хотя мифология будет продвигаться вперед, они все же пытались сохранить «концепцию и дух» фильмов. Также сообщалось, что персонаж Каяко Саэки, который был центральным персонажем предыдущих трех частей, будет отсутствовать при перезагрузке.
В начале июля 2017 года было объявлено, что Николас Песке был нанят в качестве режиссера и что он будет переписывать черновой вариант сценария Бюлера. Было неизвестно, сохранит ли перезагрузка персонажей Каяко и Тошио, хотя Песке заявил, что это будет «намного темнее, грубее и реалистичнее».

### Кастинг
В марте 2018 года было объявлено, что Андреа Райзборо сыграет главную роль в фильме. Чуть позже к актерскому составу присоединился Демиан Бичир, а также было сообщено, что съемки должны будут начаться в мае 2018 года. В конце марта в актерский состав были добавлены Джон Чо и Лин Шэй.
В апреле 2018 года в фильм вошли Джеки Уивер, Бетти Гилпин, Уильям Сэдлер и Фрэнки Фэйсон.

### Съемки
Основные съемки начались 7 мая 2018 года в Виннипеге, Манитоба, и закончились 23 июня 2018 года.

## Дата выхода
Первый русский трейлер вышел 28 октября 2019 года.
Фильм вышел в прокат 1 января 2020 года.